# 1981 SN1
1981 SN1 är en asteroid i huvudbältet som upptäcktes den 26 september 1981 av den amerikanske astronomen Norman G. Thomas vid Anderson Mesa Station. 
Asteroiden har en diameter på ungefär 9 kilometer.